# Where the Devil Hides
Pour plus de détails, voir Fiche technique et Distribution.
Where the Devil Hides ou L'Emprise du Diable au Québec (The Devil's Hand) est un film d'horreur américain réalisé par Christian E. Christiansen sorti en 2014. L'histoire se concentre sur cinq jeunes filles nées dans une communauté Amish qui les croient faire partie d'une prophétie satanique.

## Synopsis
Le 6 juin 1994, six femmes d'une communauté Amish mettent au monde six filles, générant la peur dans la communauté que cela soit l'accomplissement d'une ancienne prophétie. La prophétie dit que six filles naîtront le sixième jour du sixième mois (6-6-6) et que l'une d'entre elles deviendra la main du Diable. Par peur, l'une des mères asphyxia sa fille avant de se planter un couteau dans la gorge. Les cinq filles restantes grandirent ensemble dans l'ignorance de la prophétie. Alors que leurs dix-huitième anniversaires arrivent, leurs faits et gestes sont surveillés par la communauté, surtout par le Père Beacon, qui voit toute action profane comme preuve que l'une d'entre elles est le sbire de Satan. Tout cela est de plus troublant, lorsque Mary, l'une des cinq jeunes filles, commence à avoir des visions qui laissent penser qu'elle pourrait être la main du Diable. Alors que la tension monte, un personnage mystérieux commence à tuer les filles une par une.

## Fiche technique
- Titre original : The Devil's Hand
- Titre français : Where the Devil Hides
- Titre québécois : L'Emprise du Diable
- Réalisation : Christian E. Christiansen
- Scénario : Karl Mueller
- Direction artistique : Sharon Lomofsky
- Décors : William G. Davis
- Costumes :
- Photographie : Frank Godwin
- Son : Michael D. Wilhoit
- Montage : Ryan Folsey
- Musique : Anton Sanko
- Production : Mickey Liddell et Pete Shilaimon
- Société de production : LD Entertainment
- Société de distribution : LD Entertainment
- Pays d’origine :  États-Unis
- Langue : Anglais
- Format : Couleurs - 35mm - 2.35:1 - Son Dolby numérique
- Genre : Horreur, slasher, thriller
- Durée : 86 minutes
- Pays d'origine :  États-Unis
- Langue originale : anglais
- Budget :
- Format : 86 minutes
- Dates de sortie :
- États-Unis : 10 octobre 2013

## Distribution
- Alycia Debnam-Carey : Mary Brown
- Rufus Sewell : Jacob Brown
- Thomas McDonell : Trevor
- Adelaide Kane : Ruth Warren
- Leah Pipes : Sarah
- Colm Meaney : le Père Beacon
- Jennifer Carpenter : Rebekah
- Ric Reitz : Sheriff Stevens
- Katie Garfield : Abby
- Nicole Elliott : Hannah
- Jim McKeny : le Père Stone